# سكن مشترك

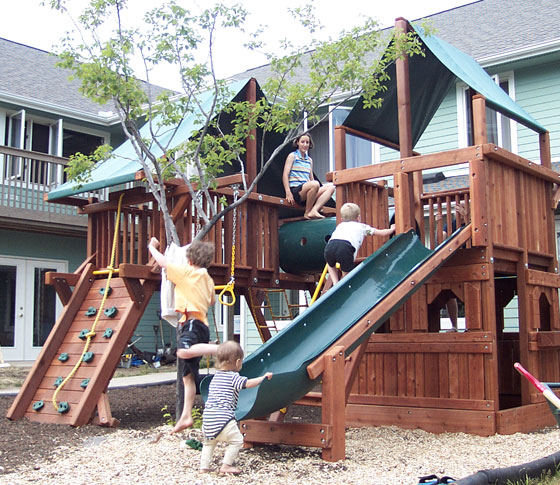

السكن المشترك هو مجتمع متعمد من منازل خاصة تتجمع حول مساحة مشتركة. ويحوي كل منزل عائلي متصل أو منفرد على المرافق العامة الأساسية التقليدية بما في ذلك مطبخ خاص. وتتميز المساحات المشتركة عادةً بمنزل مشترك والذي قد يتضمن مطبخًا كبيرًا ومنطقة مخصصة لتناول الطعام وغسيل الملابس إضافة إلى مساحات ترفيهية. وقد تتضمن المساحة الخارجية المشتركة موقف السيارات والممرات المناسبة للمشاة ومساحة مفتوحة والحدائق. ويتقاسم الجيران أيضًا موارد مثل الأدوات وجزارات العشب.
وللأسر دخل مستقل وحياة خاصة، ولكن الجيران يتعاونون على تخطيط وإدارة أنشطة المجتمعات المحلية والمساكن المشتركة. وعادة ما يكون الهيكل القانوني جمعية لمالكي المنازل أو تعاونية سكنية. وتتميز الأنشطة المجتمعية بالوجبات والاجتماعات وأيام العمل المشتركة والمجدولة بانتظام. يتجمع الجيران للحفلات أو الألعاب أو الأفلام أو الأحداث الأخرى. يسهل تشارك المنازل تكوين النوادي وتنظيم رعاية الأطفال وكبار السن ومشاركة السيارات.
فالسكن المشترك يُيسر التفاعل فيما بين الجيران ويوفر بالتالي منافع اجتماعية وعملية واقتصادية وبيئية.

## الميزات
عادة ما تُنظم المجتمعات السكنية المشتركة -من ناحية المبدأ وغالبًا في البنية- لتشجيع التفاعلات المتكررة وتكوين علاقات وثيقة بين أعضائها. وتشجع الجيران على التعاون داخل المجتمع المحلي ورعاية جيرانهم. وعادة ما تقتصر التطورات في السكن المشترك على نحو متعمد على نحو 20-40 منزلًا، وكثيرًا ما تتميز بوجود مناطق مشتركة كبيرة يمكن للسكان التفاعل فيها. ورغم أن التطورات في السكن المشترك تهدف إلى تشجيع المجتمع المحلي، فالمقيمون عادةً يتمتعون بقدر ما يرغبون من الخصوصية الشخصية.
ويستطيع المقيمون اختيار مقدار مشاركتهم من أجل إيجاد التوازن الصحيح بين خصوصيتهم والمجتمع. وكثيرًا ما يستند اتخاذ القرارات في مجتمعات السكن المشترك إلى تشكيل توافق في الآراء داخل المجتمع المحلي. ويتشارك المقيمون بمساحة مشتركة يمكنهم أن يستخدموها جميعًا، وعادة ما توفر المال؛ ومع ذلك، ما يزال بإمكان المقيمين أن يديروا مساحتهم الخاصة بهم لمناشدتهم.
إن السكن المشترك يشبه العيش المشترك، وتميزه الوحدات الفردية في السكن المشترك مع وسائل الراحة الشخصية مثل المطابخ والحمامات بينما ينطوي العيش المشترك على الاستخدام المشترك للحمامات المشتركة والمساحات المشتركة مثل المطابخ وغرف المعيشة.

## الأصول
وقد نشأت النظرية الحديثة للسكن المشترك في الدنمارك في الستينات بين مجموعات الأسر التي كانت غير راضية عن المساكن والمجتمعات المحلية القائمة التي شعروا أنها لا تلبي احتياجاتهم. وقد كتب بوديل جراي مقالًا صحفيًا بعنوان «يجب أن يكون للأطفال مئة أب»، وحث مجموعة من 50 أسرة على تنظيم مشروع مجتمعي في عام 1967.
وقد طورت هذه المجموعة مشروع سايتدامن للسكن المشترك، وهو أقدم مجتمع سكني مشترك حديث معروف. وقد كان جان غودماند منظم رئيسي آخر الذي استلهم من دراسته المعمارية في هارفارد وتفاعل مع المجتمعات الأمريكية التجريبية في ذلك العصر. وقد نشر مقالة بعنوان «الحلقة المفقودة بين يوتوبيا ومنزل الأسرة الوحيد» في عام 1968، ليجمع بين مجموعة ثانية.
أدخل مصطلح «بوفيلسكاب» الدانمركي (وتعني المجتمع الحي) إلى أمريكا الشمالية كسكن مشترك من قبل اثنين من المهندسين المعماريين الأمريكيين، وقد زارت كاثرين مكمانت وتشارلز دوريت مجتمعات السكن المشترك وكتبوا كتابًا عنها. وقد تردد  صدى الكتاب مع بعض المجتمعات الموجودة والمكونة، مثل مجتمع (شيرنج وود) في ولاية واشنطن ومجتمع (إن ستريت) في كاليفورنيا، الذي اعتنق مفهوم السكن المشرتك باعتباره تبلورًا لما كانوا عليه بالفعل.
وعلى الرغم من أن معظم مجموعات السكن المشترك تسعى إلى تنمية مجتمعات متعددة الأجيال، فإن بعضها يركز على إنشاء مجتمعات محلية كبيرة. وقد كتب تشارلز دريت في وقت لاحق كتيبًا عن إنشاء سكن مشترك كبير. إن أول مجتمع في الولايات المتحدة صُمم وبُني وشُغّل خصيصًا للسكن المشترك هو مجتمع موير كومون في ديفيز في ولاية كاليفورنيا. وكان المهندسون المعماريون كاثرين مكمانت وتشارلز دوريت مسؤولين عن برمجة وتصميم مخطط الموقع والبيت المشترك والمنازل الخاصة.
وهناك سوابق للسكن المشترك في العشرينات من القرن الماضي في نيويورك مع المساكن التعاونية ذات المرافق المشتركة والتفاعل الاجتماعي الجيد. يتميز تصميم المساكن في الصين من طراز السيهيوان أو رباعي الجوانب بفناء مشترك، وهو بالتالي مماثل في بعض النواحي للسكن المشترك.

## النمو
تشكل مجتمعات السكن المشترك جزءًا من الاقتصاد التعاوني الجديد في الولايات المتحدة، ومن المتوقع أن تتسع بسرعة في العقود القليلة القادمة، إذ يسعى الأفراد والأسر إلى العيش على نحو أكثر استدامة وداخل المجتمع مع الجيران. ومنذ أن استُكمل أول مجتمع سكني مشترك في الولايات المتحدة -موير كومونز في ديفيز، كاليفورنيا، الذي يحتفل الآن بمرور 25 عامًا- أُنشئ أكثر من 160 مجتمعًا محليًا في 25 ولاية بالإضافة إلى مقاطعة كولومبيا، ويجري حاليًا تنفيذ أكثر من 125 مجتمعًا محليًا لوضع قائمة بمجتمعات السكن المشترك. للاطلاع يمكنك زيارة الرابط التالي: www.cohousing.org/directory.
ومعظم مجتمعات السكن المشترك التي تجمع بين الأجيال تضم كلًا من الأطفال والشيوخ على السواء; وفي السنوات الاخيرة، ازداد عدد المساكن المشتركة الكبرى التي تركز على احتياجات كبار السن من الكبار. وتأتي هذه المجتمعات المحلية في مجموعة متنوعة، ولكنها غالبًا ما تكون صديقة للبيئة ومستدامة اجتماعيًا.
توجد المئات من مجتمعات السكن المشترك في الدنمارك وبلدان أخرى في شمال أوروبا. ويوجد في كندا 14 مجتمعًا مكتملًا ونحو 22 مجتمعًا في مرحلة التكوين أو التطوير أو البناء (يمكنك الاطلاع على شبكة السكن المشترك الكندية). ويوجد في هولندا أكثر من 300 مجتمع من مجتمعات السكن المشترك (73 مجتمعًا مختلطًا و 231 مجتمعًا سكنيًا مشتركًا كبيرًا)، إضافة إلى نحو 60 مجتمعًا آخر في مراحل التخطيط أو البناء.
وهناك أيضًا مجتمعات في أستراليا (يمكنك الاطلاع السكن المشترك في أستراليا)، وفي المملكة المتحدة (للاطلاع على السكن المشترك في المملكة المتحدة http://www.cohousing.org.uk للحصول على معلومات أكثر حول مراكز مجتمعات سكن مشترك ذات مستويات منخفضة http://www.thresholdcentre.org.uk يقدم التدريب)، وأجزاء أخرى من العالم.
بدأ السكن المشترك في التطور في المملكة المتحدة في نهاية التسعينات. وقد اكتسبت هذه الحركة زخمًا تدريجيًا، ويوجد الآن 14 مجتمعًا سكنيًا مشيدًا لأغراض معينة. وهناك أكثر من 40 مجموعة أخرى من مجموعات السكن المشترك تقوم بتطوير المشاريع والمجموعات الجديدة التي تتشكل طوال الوقت. وتتراوح مجتمعات السكن المشترك في المملكة المتحدة بين 8 أسر معيشية إلى نحو 30 أسرة معيشية.
إن معظم المجتمعات هي مجتمعات مختلطة تضم أفرادًا وأزواجًا وأسرًا، ولكن بعضها مخصص فقط للأشخاص الذين تزيد أعمارهم على 50 عامًا، وواحدًا للنساء فقط فوق الـ 50 عامًا. وتتراوح المجتمعات نفسها بين التطورات الجديدة التي بُنيت حسب المعايير البيئية الحديثة وتحويل كل شيء من المزارع إلى قصور يعقوبية (نسبة إلى عصر جيمس الأول ملك إنجلترا) إلى مباني المستشفيات الأولى، وهي تقع في مواقع حضرية وريفية وشبه ريفية.